# Polizeiruf 110: Kellers Kind
Kellers Kind ist ein Kriminalfilm des HR von Titus Selge aus dem Jahr 2008 und erschien als 290. Folge der Filmreihe Polizeiruf 110. Es ist für den Ermittler Thomas Keller (Jan-Gregor Kremp) der vierte und zugleich letzte Fall, den er zu lösen hat. 

## Handlung
Während Kindermädchen Mona Herzberg auf den kleinen Jonathan aufpassen soll, wird sie überfallen und das Kind entführt. Kommissar Keller soll den Fall aufklären. Zunächst kommt die Mutter des Jungen in Verdacht, der nach ihrer Scheidung das Sorgerecht nicht zugesprochen wurde. Sie hält diese Anschuldigung jedoch nur für eine Verleumdungskampagne von Aglaia, der neuen Freundin ihres Exmannes.
Nachdem im Wald der Schlafanzug von Jonathan mit Blutspuren gefunden wird und in Offenbach vor kurzem ein Junge ähnlichen Alters tot im Wald gefunden wurde, befürchtet der Vater, dass sein Kind nicht mehr am Leben ist. Auch das Kindermädchen zeigt sich sehr besorgt. Sie gibt an Jonathan sehr zu mögen und hält Aglaia für die Täterin. Doch ihr Bruder, Louis Herzberg, bei dem seine Schwester lebt, macht sich verdächtig. Keller kann ihn aber nicht mehr befragen, denn er wird erschossen auf seinem Grundstück aufgefunden. Nach dem ersten Anschein kann er sich nicht selbst erschossen haben, obwohl ein Abschiedsbrief dies Glauben machen soll. Keller verdächtigt Jonathans Vater, da dieser sehr jähzornig ist und gedroht hatte ihn umzubringen, wenn er seinem Jungen etwas angetan haben sollte.
Kellers Freundin, Sophie Stein, unterhält sich wenige Tage später mit Mona Herzberg und ihre kriminalistische Spürnase sagt ihr, dass Mona etwas zu verbergen hat. Keller forscht nach und findet tatsächlich ein Versteck, wo sich vor kurzem noch Jonathan aufgehalten hatte. Als Mona bemerkt, dass man ihr auf die Spur kommt, versucht sie den Jungen woanders unterzubringen, aber Keller kann sie stellen. Sie gibt an den Jonathan gerettet zu haben. An jenem Abend wäre ihr Bruder aufgetaucht und wollte einige Bilder stehlen. So haben sie einen Einbruch vortäuschen wollen, doch davon wäre Jonathan aufgewacht und weil er Louis Herzberg erkannt hatte, hätte er den Jungen mitgenommen und auf seinem Grundstück eingesperrt. Nachdem Jonathans Vater erschien und sich massiv mit ihrem Bruder anlegte, wäre sie dazwischen gegangen und hätte Luis erschossen, weil er angeblich immer alles kaputt gemacht und nie begriffen hätte, was Familie eigentlich bedeutet.

## Hintergrund
Für eine Hintergrundszene wurde sinnigerweise eine Tatortepisode ausgewählt, die sich das Kindermädchen im Fernsehen ansieht. Zur Besetzung der Kinderrolle des Jonathan, wurde das Zwillingspaar Marvin und Marco Darmstädter eingesetzt.

## Kritik
Die Kritiker der Fernsehzeitschrift TV Spielfilm bewerteten diesen Polizeiruf nur mittelmäßig und zeigten mit dem Daumen zur Seite.